# College Road Trip

Poster phim

College Road Trip là bộ phim hài khởi chiếu vào năm 2008 do hãng Walt Disney Pictures sản xuất. Bộ phim có sự tham gia của nhiều diễn viên như Raven-Symoné, Martin Lawrence, Brenda Song, Lucas Grabeel...

## Nội dung
Melanie Porter (Raven Symoné) - 1 cô gái tuổi teen và cha cô - cảnh sát James cùng lái xe đi đến trường đại học mới. Vì quá quan tâm chăm sóc con gái cưng nên ông bố đã gây ra đống vụ lộn xộn trên đường.

## Diễn viên
- Raven-Symoné - Melanie Porter
- Martin Lawrence - James Porter
- Brenda Song - Christina Wong
- Margo Harshman - Katie
- Vincent Pastore - Freddy
- Joseph R. Gannascoli - Mr. Arcarra
- Daniel Raymont[5] - Steve
- Michael Landes - Donny
- Daniel Raymont - Steve
- Brianna Russo - Ally

## Thời gian chiếu
| Quốc gia    | Ngày      |
| ----------- | --------- |
| Mỹ          | 7/3/2008  |
| Đức         | 13/3/2008 |
| Áo          |           |
| Úc          | 20/3/2008 |
| Brasil      | 25/4/2008 |
| Argentina   | 15/5/2008 |
| Tây Ban Nha | 11/6/2008 |
| Ý           | 7/2008    |
| Anh Quốc    | 9/2008    |